# تناظر الترجمة الزمنية

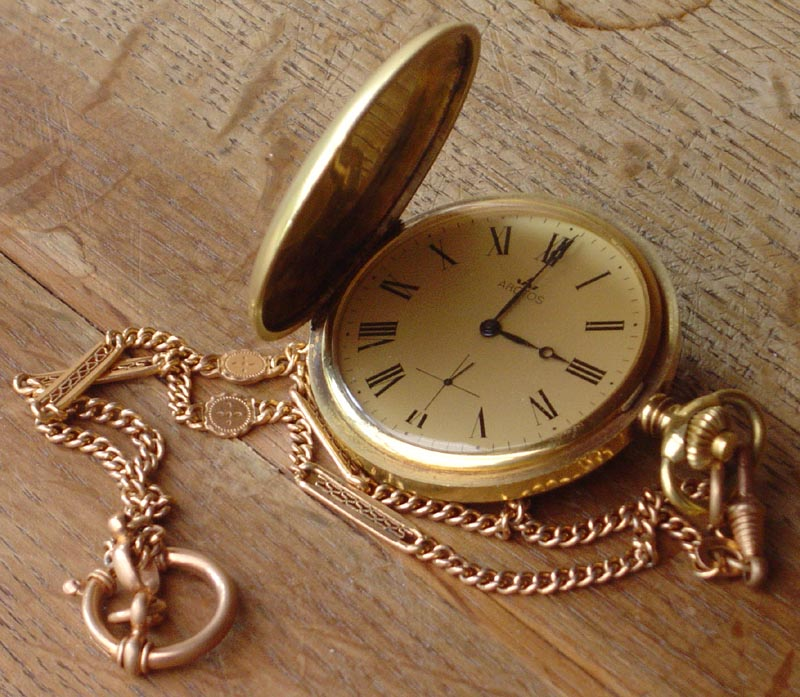

تناظر الانتقال الزمني أو تماثل الانتقال الزمني (TTS) هو تحويل رياضي في الفيزياء ينقل أزمنة الأحداث عبر فاصل زمني مشترك. إن تماثل الانتقال الزمني هو الفرضية القائلة بأن قوانين الفيزياء لا تتغير (أي صامدة) في مثل هذا التحول. إن تماثل الانتقال الزمني هو طريقة صارمة لصياغة فكرة أن قوانين الفيزياء هي نفسها عبر التاريخ. يرتبط تماثل الانتقال الزمني ارتباطًا وثيقًا، عبر نظرية مبرهنة نويثر ، بحفظ الطاقة. في الرياضيات، تشكل فئة كل الانتقالات الزمنية على نظام معين زمرة لاي.
هناك العديد من التماثلات في الطبيعة إلى جانب الانتقال الزمني، مثل تناظر انتقالي أو التناظر الدوراني . يمكن كسر هذه التناظرات وشرح ظواهر متنوعة مثل البلورات ، الموصلية الفائقة ، وآلية هيغز . ومع ذلك، كان يعتقد حتى وقت قريب أنه لا يمكن كسر تناظر الانتقال الزمني. بلورات الزمن ، وهي حالة تم رصدها لأول مرة في عام 2017 ، تعمل على كسر تناسق ترجمات الوقت.

## نظرة عامة
تعتبر التناظرات ذات أهمية قصوى في الفيزياء وترتبط ارتباطًا وثيقًا بالفرضية القائلة بأن بعض الكميات الفيزيائية تكون نسبية وغير مرئية. تنطبق التماثلات على المعادلات التي تحكم القوانين الفيزيائية (على سبيل المثال إلى هاملتوني أو لاغرانج) بدلاً من الشروط الأولية، أو القيم أو حجم المعادلات نفسها، وتذكر أن القوانين تظل دون تغيير في ظل التحول. إذا تم الحفاظ على التماثل تحت التحول فإنه يقال إنه غير ثابت.التناظر في الطبيعة يؤدي مباشرة إلى قوانين الحفظ، وهو الشيء الذي صاغته بدقة نظرية مبرهنة نويثر.

### التناظر في الفيزياء
| تـنـاظـر            | تحويل                                                                    | غير قابلة للرصد                            | قانون الحفظ           |
| ------------------- | ------------------------------------------------------------------------ | ------------------------------------------ | --------------------- |
| انتقال فضائي        | {\displaystyle \mathbf {r} \rightarrow \mathbf {r} +\delta \mathbf {r} } | الموقف المطلق في الفضاء                    | قوة الدفع             |
| انتقال زمني         | {\displaystyle t\rightarrow t+\delta t}                                  | الوقت المطلق                               | الطاقة                |
| دوران               | {\displaystyle \mathbf {r} \rightarrow \mathbf {r} '}                    | الإتجاه المطلق في الفضاء                   | الزخم الزاوي          |
| إنعكاس الفضاء       | {\displaystyle \mathbf {r} \rightarrow -\mathbf {r} }                    | اليسار المطلق أو اليمين                    | المساوة               |
| إنعكاس الوقت        | {\displaystyle t\rightarrow -t}                                          | العلامة المطلقة للوقت                      | انحطاط كرامرز         |
| انعكاس إشارة الشحنة | {\displaystyle e\rightarrow -e}                                          | العلامة المطلقة للشحنة الكهربائية          | ترافق الشحنات         |
| استبدال الجسيمات    |                                                                          | قابلية التميز من جسيمات متطابقة            | إحصائيات بوز أو فيرمي |
| تحول المقياس        | {\displaystyle \psi \rightarrow e^{iN\theta }\psi }                      | المرحلة النسبية بين الدول العادية المختلفة | عدد الجسيمات          |

### ميكانيكا نيوتن
لشرح تناظر الترجمة الزمنية بشكل رسمي، نقول المعادلات، أو القوانين، التي تصف النظام في بعض الأحيان {\displaystyle t}و {\displaystyle t+\tau }هي نفسها لأي قيمة من {\displaystyle t} و {\displaystyle \tau }.
على سبيل المثال، مع الأخذ في الاعتبار معادلة نيوتن:
{\displaystyle m{\ddot {x}}=-{\frac {dV}{dx}}(x)}
يجد المرء لحلوله {\displaystyle x=x(t)} المزيج:
{\displaystyle {\frac {1}{2}}m{\dot {x}}(t)^{2}+V(x(t))}
لا يعتمد على المتغير {\displaystyle t}.بطبيعة الحال، هذه الكمية تصف الطاقة الكلية التي يرجع الحفاظ عليها إلى زمن الترجمة غير المتماثلة لمعادلة الحركة. من خلال دراسة تكوين تحويلات التماثل، على سبيل المثال، من الأشياء الهندسية، يصل المرء إلى استنتاج مفاده أنهم يشكلون مجموعة، بشكل أكثر تحديدًا، مجموعة تحويل الكذب إذا اعتبر المرء تحويلات متناظرة متواصلة. تشكل التماثلات المختلفة مجموعات مختلفة مع أشكال هندسية مختلفة. تشكل أنظمة هاميلتون المستقلة عن الزمن مجموعة من الترجمات الزمنية التي يصفها غير المضغوط،ابليان،مجموعة الكذب {\displaystyle \mathbb {R} }،لذا، فإن TTS هو تناظر حيوي أو هاملتوني لا يعتمد على التماثل الحركي الذي سيكون متماثلاً مع مجموعة هاميلتونيت كلها. يمكن رؤية أمثلة أخرى في دراسة تطور الوقت معادلات الفيزياء الكلاسيكية والكمية.
العديد من المعادلات التفاضلية التي تصف معادلات تطور الزمن هي تعبيرات عن الثوابت المرتبطة ببعض مجموعة الكذب وتقدم نظرية هذه المجموعات وجهة نظر موحدة لدراسة جميع الوظائف الخاصة وكل خصائصها. في الواقع،سوفوس لاي اخترع نظرية مجموعات الكذب عند دراسة تناسق المعادلات التفاضلية. يرتبط تكامل معادلة تفاضلية (جزئية) بطريقة فصل المتغيرات أو بطرق الجبر الوراثي ارتباطًا وثيقًا بوجود التماثلات. على سبيل المثال، يمكن تتبع إمكانية الذوبان الدقيق لمعادلة شرودنغر في ميكانيكا الكم مرة أخرى إلى الثغرات الأساسية. في الحالة الأخيرة، يسمح التحقيق في التماثلات بتفسير الانحطاطات ، حيث تكون التكوينات المختلفة لها نفس الطاقة، والتي تحدث عادة في طيف الطاقة في الأنظمة الكوانتية. غالبا ما يتم صياغة التماثلات المستمرة في الفيزياء من حيث التحولات متناهية الصغر بدلا من التحولات المحدودة، أي واحد يعتبر الجبر الكذب بدلا من مجموعة الكذب للتحولات.

### ميكانيكا الكم
المقالات الرئيسية: مؤثر (فيزياء) ، مشغل الترجمة (ميكانيكا الكم) ، مشغل الطاقة ، و التناظر في ميكانيكا الكم
ثبات هاملتوني {\displaystyle {\hat {H}}} من نظام معزول في إطار الترجمة الزمنية يعني أن طاقته لا تتغير مع مرور الوقت. حفظ الطاقة يعني، وفقا لمعادلات هايزنبرغ للحركة،
أن {\displaystyle [{\hat {H}},{\hat {H}}]=0}
{\displaystyle [e^{i{\hat {H}}t/\hbar },{\hat {H}}]=0}
أو :
{\displaystyle [{\hat {T}}(t),{\hat {H}}]=0}
حيث أن {\displaystyle {\hat {T}}(t)=e^{i{\hat {H}}t/\hbar }} هو مشغل الترجمة الوقت الذي ينطوي على ثبات هاملتونى في إطار عملية ترجمة الوقت ويؤدي إلى الحفاظ على الطاقة.

### أنظمة غير خطية
في العديد من النظريات الحقلية غير الخطية مثل النظرية العامة أو نظريات يانغ-ميلز ، تكون معادلات المجال الأساسية عالية اللاخطية والحلول الدقيقة معروفة فقط بتوزيعات «متناسقة بشكل كاف» للمادة (على سبيل المثال، التكوينات الدورانية أو المحورية المتماثلة). لا يُضْمَن تناظر الانتقال الزمني إلا في الفترات الزمنية التي يكون فيها المقياس ثابتًا: أي حيث يوجد نظام إحداثيات لا تشتمل فيه معاملات القياس على متغير زمني. العديد من أنظمة النسبية العامة ليست ثابتة في أي إطار مرجعي حتى لا يمكن تعريف الطاقة المحفوظة.

## كسر تناسق ترجمة الوقت (TTSB)
```
  المقال الرئيسي : 
بلورة الزمكان
```

بلورة الزمكان ، حالة من المادة لوحظت لأول مرة في عام 2017 ، كسر تناسق وقت الترجمة.